# Daniel Bocanegra
Daniel Eduardo Bocanegra Ortiz (ur. 23 kwietnia 1987 w Purificación) – kolumbijski piłkarz występujący na pozycji prawego obrońcy, obecnie zawodnik Atlético Nacional.

## Kariera klubowa
Bocanegra rozpoczynał treningi piłkarskie w lokalnej amatorskiej drużynie Villa de Las Palmas, występując na pozycji napastnika lub rozgrywającego. Pierwszy profesjonalny kontrakt podpisał w wieku dziewiętnastu lat z drugoligowym Academia FC ze stołecznej Bogoty. Tam został przekwalifikowany na środkowego obrońcę i przez następne trzy i pół roku był wyróżniającym się graczem na zapleczu najwyższej klasy rozgrywkowej. Najbliżej awansu do pierwszej ligi był wraz z Academią w sezonie 2007 – jego ekipa po zajęciu drugiego miejsca przegrała jednak walkę o promocję w barażach. W lipcu 2009 został zawodnikiem występującego w pierwszej lidze stołecznego klubu Independiente Santa Fe. Tam za kadencji Germána Gonzáleza zadebiutował w Categoría Primera A, 27 września 2009 w przegranym 1:3 spotkaniu z Deportes Quindío, lecz był to zarazem jego jedyny ligowy występ w barwach Santa Fe. W tym samym roku wywalczył z drużyną puchar Kolumbii – Copa Colombia, pełniąc jednak wyłącznie marginalną rolę w drużynie, w której spędził sześć miesięcy.
W styczniu 2010 Bocanegra został graczem niżej notowanego Atlético Huila z miasta Neiva. Tam trener Guillermo Berrío przekwalifikował go na pozycję bocznego obrońcy i okazało się to trafionym pomysłem – zawodnik od razu zaczął odgrywać wiodącą rolę w zespole i premierowego gola w najwyższej klasie rozgrywkowej zdobył 16 maja 2010 w wygranej 3:0 konfrontacji ze swoim poprzednim klubem – Santa Fe. Po upływie roku udał się na półroczne wypożyczenie do swojego macierzystego, drugoligowego Academia FC, po czym powrócił do Huili i spędził w niej jeszcze rok, nie odnosząc jednak większych sukcesów zespołowych. W lipcu 2012 zasilił ekipę Independiente Medellín, z którą już w jesiennym sezonie Finalización 2012 zdobył tytuł wicemistrza Kolumbii, a ogółem jej barwy reprezentował przez rok w roli podstawowego defensora.
W lipcu 2013 Bocanegra zasilił krajowego giganta, lokalnego rywala Independiente i ówczesnego mistrza kraju – drużynę Atlético Nacional. Tam z miejsca stał się ważnym graczem w taktyce szkoleniowca Juana Carlosa Osorio, w sezonie Finalización 2013 zdobywając pierwsze w swojej karierze mistrzostwo Kolumbii. Dołożył do tego również triumf w Copa Colombia, kompletując tym samym z Nacional krajowy dublet. Nie mniej owocny w sukcesy okazał się dla niego kolejny rok kalendarzowy; w wiosennym sezonie Apertura 2014 wywalczył drugi z rzędu tytuł mistrza Kolumbii, zajął drugie miejsce w superpucharze kraju – Superliga Colombiana, a także dotarł do finału drugiego co do ważności turnieju Ameryki Południowej – Copa Sudamericana. Znacznie rozwinął się także indywidualnie – znany z częstych rotacji trener Osorio wystawiał go zarówno na jego naturalnej pozycji prawego obrońcy, jak i na środku obrony oraz lewej stronie defensywy. Dobre występy zaowocowały powołaniem gracza do kadry narodowej.
W kwietniu 2015 Bocanegra doznał urazu więzadła krzyżowego, wobec czego musiał pauzować przez kolejne trzy miesiące. Po powrocie do składu, w sezonie Finalización 2015 zdobył z Nacional – prowadzonym już przez Reinaldo Ruedę – swoje trzecie mistrzostwo Kolumbii, ponadto ponownie zajął drugie miejsce w Superliga Colombiana. W 2016 roku skompletował potrójną koronę; wywalczył puchar (Copa Colombia), superpuchar (Superliga Colombiana), a przede wszystkim triumfował w najbardziej prestiżowych rozgrywkach kontynentu – Copa Libertadores, będąc filarem zwycięskiej drużyny. Po dwuletniej przerwie dotarł również do finału Copa Sudamericana (zwycięstwo zostało wówczas przyznane brazylijskiej ekipie Chapecoense, której zawodnicy zaraz przed finałem zginęli w katastrofie lotniczej). W grudniu wziął również udział w Klubowych Mistrzostwach Świata, gdzie Nacional odpadł w półfinale i zajął trzecie miejsce.
Bocanegra swoje czwarte mistrzostwo Kolumbii z Nacional zdobył w sezonie Apertura 2017, niezmiennie w roli kluczowego gracza defensywy. Wywalczył również wówczas superpuchar Ameryki Południowej – Recopa Sudamericana.

## Kariera reprezentacyjna
W seniorskiej reprezentacji Kolumbii Bocanegra zadebiutował za kadencji selekcjonera José Pekermana, 18 listopada 2014 w wygranym 1:0 meczu towarzyskim ze Słowenią. W kwietniu 2015 znalazł się na szerokiej liście powołanych na turniej Copa América, lecz poważna kontuzja ostatecznie wyeliminowała go z udziału w turnieju.